# Walter Burmeister
Walter Burmeister (9 de fevereiro de 1919 - 27 de fevereiro de 1945) foi um comandante de U-Boot que serviu na Kriegsmarine durante a Segunda Guerra Mundial.